# Michał Kornatowski
Michał Aleksander Kornatowski (ur. 10 marca 1956 w Warszawie, zm. 10 lipca 2016) – polski lekarz, wiceminister zdrowia w rządzie Jerzego Buzka.

## Życiorys
Ukończył studia w Akademii Medycznej w Warszawie (1983), po czym podjął pracę w charakterze lekarza wiejskiego na północnym Mazowszu. Uzyskał specjalizację w zakresie chorób wewnętrznych i geriatrii.
W latach 90. studiował podyplomowo ekonomię służby zdrowia (m.in. w Japonii i USA). Pełnił obowiązki dyrektora Wojewódzkiego Szpitala Zespolonego w Ciechanowie (1991–1995), następnie pracował jako doradca w prywatnym banku inwestycyjnym. Współtworzył Fundację Wspierania Ubezpieczeń Wzajemnych. Z ramienia Unii Wolności sprawował funkcję sekretarza stanu w Ministerstwie Zdrowia i Opieki Społecznej (1997–1999).
Po odejściu z resortu związany z branżą konsultingową i prywatnymi podmiotami służby zdrowia, m.in. jako członek zarządu Centrum Medycznego Damiana. Był również dyrektorem zarządzającym Polskiego Towarzystwa Onkologicznego.